# Tramwaje w Aguascalientes
Tramwaje w Aguascalientes − zlikwidowany system komunikacji tramwajowej w meksykańskim mieście Aguascalientes, działający w latach 1883−1931.

## Historia
Pierwsze plany uruchomienia w Aguascalientes tramwajów konnych pochodzą z 1879, wówczas planowano linię od centrum miasta do uzdrowiska, jednak linii tej wówczas nie zbudowano. Ostatecznie linię tramwaju konnego w Aguascalientes uruchomiono w lutym 1883. W marcu 1903 powstała spółka Compañía Eléctrica de Aguascalientes i zamówiła tramwaje w firmie American Car Company. 5 maja 1904 uruchomiono tramwaje elektryczne. Szerokość toru na linii wynosiła 1435 mm. W 1907 zamówiono kolejne tramwaje w JG Brill. W 1923 w mieście było 18 km tras tramwajowych po których kursowało 11 wagonów silnikowych i 6 doczepnych. System zlikwidowano w 1931. 
W 2001 zaproponowano budowę szybkiego tramwaju jednak do dzisiaj go nie zrealizowano. 